# Schlacht von Ghazni
Ghazni – Khelat – Kahun – Gandamak – Dschalalabad – Kabul
Die Schlacht von Ghazni war ein Gefecht im Rahmen des Ersten Anglo-Afghanischen Krieges. Die Schlacht endete mit einem Sieg der britischen Armee am 23. Juli 1839 und der Einnahme der Stadt.

## Ausgangslage
Die Schlacht von Ghazni war Teil des Ersten Anglo-Afghanischen Krieg. Die britischen Kolonialherren in Indien sahen sich zunehmend mit der Gefahr einer russischen Invasion konfrontiert. Um diese zu vermeiden, wollten die Briten in Afghanistan den früheren Herrscher Schah Schudscha Durrani einzusetzen. Um dieser Forderung Nachdruck zu verleihen, wurde im Dezember 1838 die Army of the Indus, kombiniert aus Truppen der British Army und Truppen der British Indian Army, nach Afghanistan geschickt. Nach Vereinigung der Kontingente aus Bengalen und Bombay verfügt deren Oberbefehlshaber Sir John Keane über 22.500 Mann, die sich aus Briten, Indern und Afghanen zusammensetzten. Nach dem Erreichen Afghanistans nahmen die britischen Truppen am 4. Mai 1839 Kandahar kampflos ein.

## Verlauf
Am 21. Juli 1839 erreichte die britische Armee die Stadt Ghazni. Diese wurde seit sieben Jahrhunderten von der mächtigsten Festung Zentralasiens beherrscht. Wegen des Aufmarschs der Briten waren die Tore der Stadt zusätzlich mit Steinen und Schutt blockiert worden. Die britische Armee schlug ihr Lager vor der Stadt auf. Ein Teil der Armee unter Schah Schudscha lagerte ein Stück entfernt, um Versuch anderer afghanischer Stämme, die Belagerung zu durchbrechen, abzuwehren. Diese Truppen wurden von Tausenden Ghilzai-Kriegern angegriffen, die allerdings abgewehrt wurden.
Britische Spione fanden heraus, dass das Tor in Richtung Kabul nicht verschüttet war. Durch dieses sollte die Kommunikation der Verteidiger mit der Hauptstadt aufrechterhalten werden.  Infolgedessen positionierten die Briten ihre Artillerie an diesem Tor und bereiteten einen Frontalangriff vor. Dieser begann am 23. Juli 1839 um 3 Uhr morgens und wurde von Robert Henry Sale kommandiert. Unter Feuerschutz der Artillerie gelang es britischen Ingenieuren, das Kabul-Tor zu sprengen. Daraufhin griffen vier Kompanien unter Oberstleutnant William Henry Dennie die Stadt durch das Kabul-Tor an. Die Afghanen versuchten die Briten zu stoppen, doch bereits vor der Morgendämmerung erreichten britische Truppen das Stadtzentrum. Die Stadt war damit eingenommen. Die Briten verloren in dieser Schlacht 200 Soldaten, die Afghanen hatten 500 Tote zu beklagen und 1600 Afghanen gingen in Gefangenschaft.

## Folgen
Die Briten marschierten in Folge der Schlacht auf die Hauptstadt Kabul und erzwangen die Kapitulation des afghanischen Herrschers Dost Mohammed. Sir John Keane wurde mit mehreren militärischen Auszeichnungen bedacht und Schudscha Durrani wieder Schah von Afghanistan.